# Crux commissa

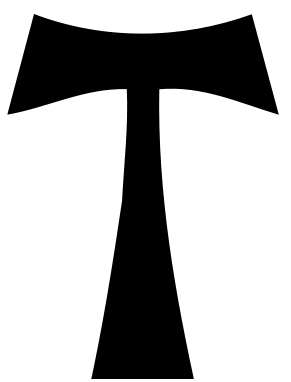
Croce a Tau

Il termine crux commissa fu inventato da Giusto Lipsio (1547-1606) per indicare quel particolare tipo di croce, di cui la traversa è posta alla sommità della parte verticale (cum-missa), la cui forma richiama la lettera T. Per questo è anche definita croce a T o tau.
Si distingue dai termini crux immissa, di cui la traversa costituisce due bracci di eguale misura a destra e a sinistra  della verticale (in-missa), e crux decussata (a forma di X). Questi tre tipi di croce poi fanno parte della categoria della crux compacta, un congiunto di due legni (Compacta Crux est, quae manu facta, idque e duplici ligno), che a sua volta si distingue dalla categoria della crux simplex (a un solo palo verticale) alla quale appartengono due tipi: la crux simplex ad affixionem (alla quale appendere il condannato per lasciarlo morire così), e la crux simplex ad infissionem (con la quale infilzare ossia impalarlo).

## La croce romana paragonata con la lettera T

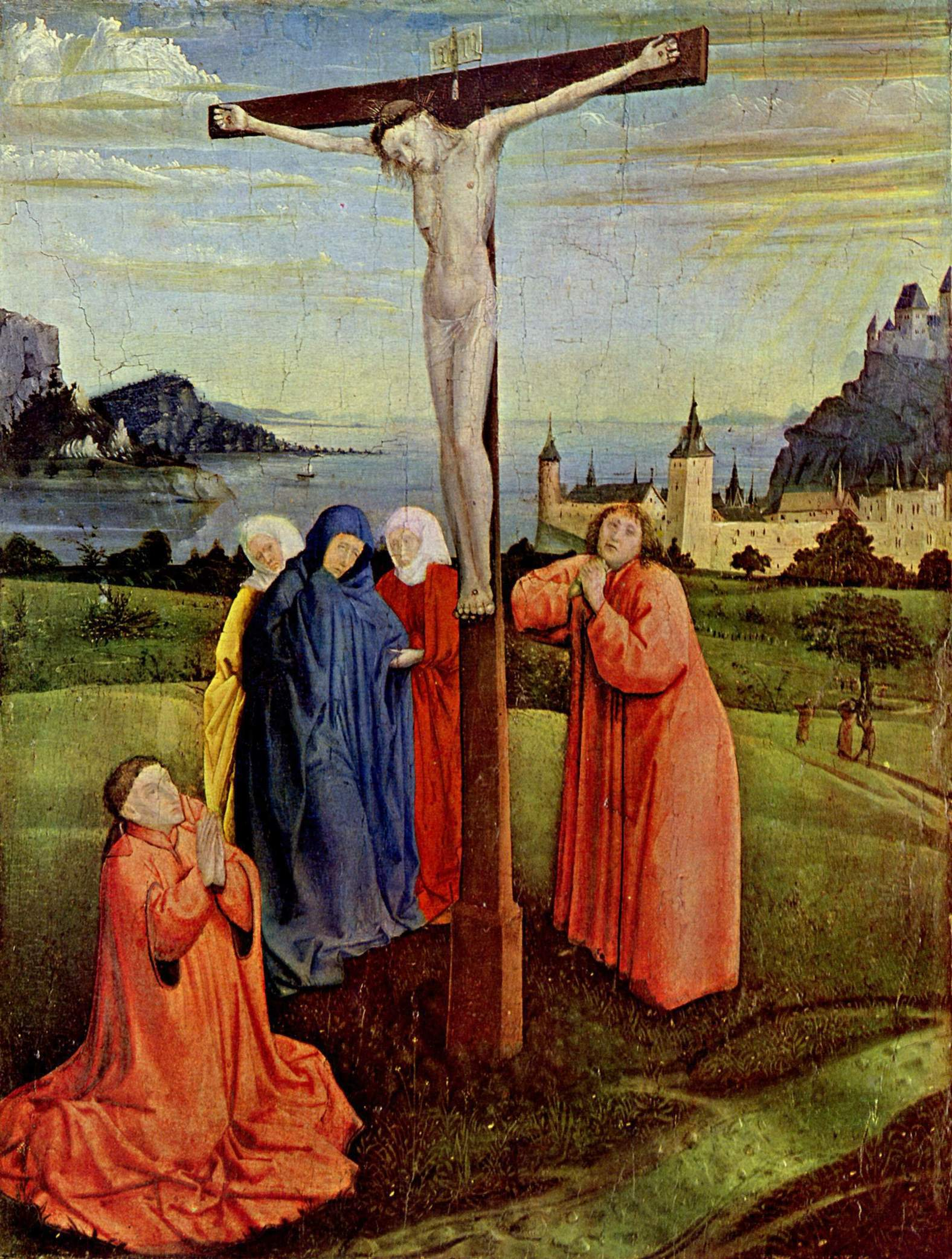
Crocifissione con crux commissa, di Konrad Witz (c. 1410 – c. 1445)

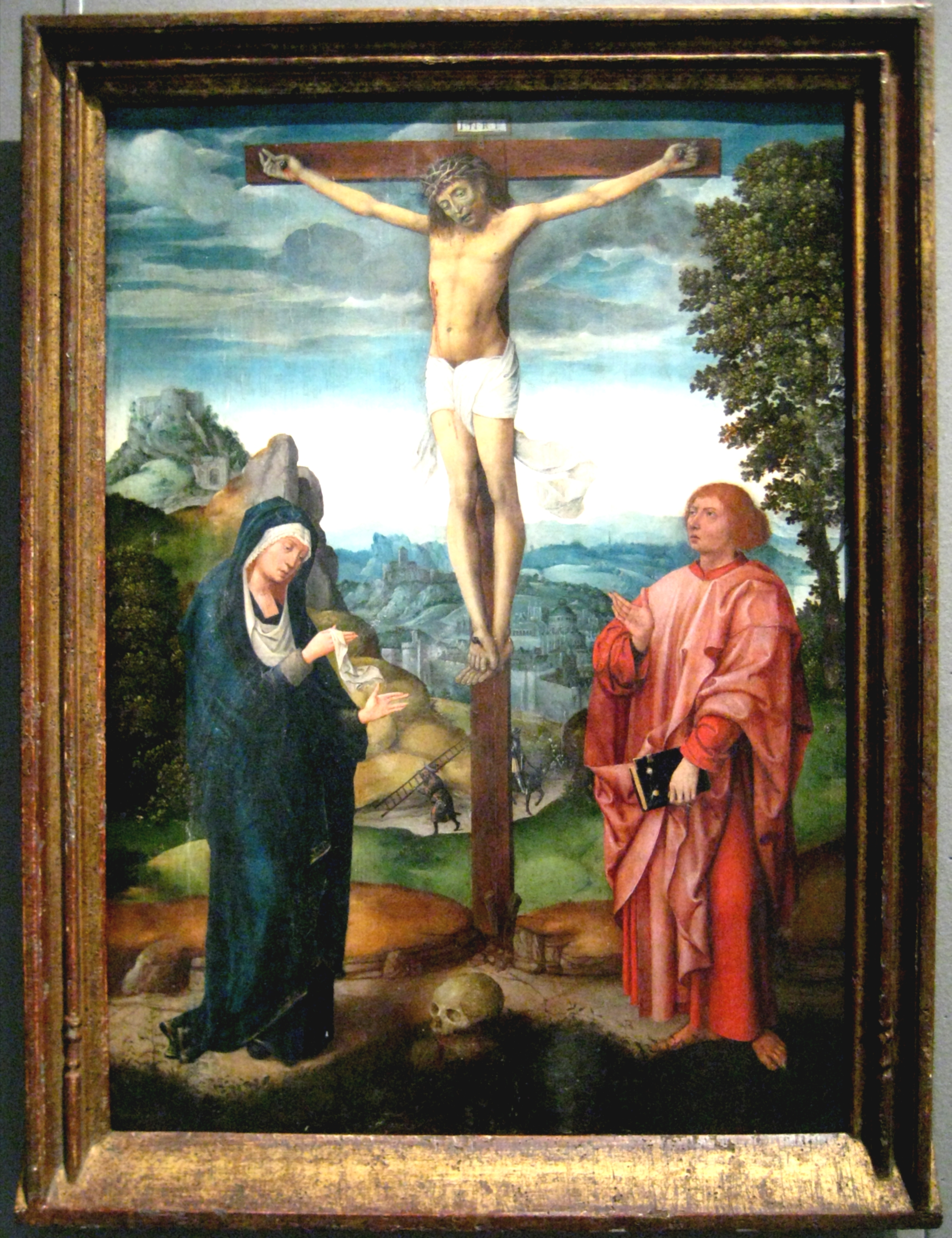
Crocifissione con crux commissa, Scuola di Bruges, c. 1600

Secondo Luciano di Samosata (120 circa – tra il 180 e il 192), la forma tipica della croce usata dagli antichi romani corrispondeva a quella della lettera T, detta tau in greco. Infatti egli, nel suo Giudizio delle vocali, immagina che il Sigma (Σ) chieda che il Tau (Τ), per avere fornito ai tiranni il modello dello strumento di legno su cui crocifiggere gli uomini, sia punito con la sua stessa figura: "Seguitando i tiranni il corpo di lui ed imitandone la figura, accomodarono poscia i legni in consimile forma e ne fabbricarono un supplizio; e da questo maledetto ordigno nacque un maledetto nome. In grazia dunque di tutto ciò di quante morti estimerete voi essere degno cotesto Tau? Io per me credo che, poich'egli stesso fu della croce il costruttore e da lui la denominarono gli uomini, debba questa a buono diritto essere riserbata al solo Tau, sicché abbia egli la pena della sua stessa figura".
Nella numerazione greca la lettera tau significava 300 e William Barclay osserva che, perché la forma di tale lettera è esattamente uguale a quella della crux commissa, i padri della Chiesa trattavano come prefigurazione mistica della croce di Cristo ogni apparizione del numero 300 nell'Antico Testamento. Così la Lettera di Barnaba (fine del primo secolo o inizio del secondo) interpreta allegoricamente il numero 318 (ΤΙΗ nella numerazione greca) in Genesi 14:14 come indicazione della crocifissione di Gesù, dato che il numero 18 (ΙΗ) corrisponde alle prime lettere del nome di Gesù (Ἰησοῦς) e 300 (Τ) rappresenta la Croce: "Quale era il significato a lui rivelato? Lo comprendete perché dice prima diciotto e, fatta una separazione, aggiunge trecento. Diciotto si indica con iota = dieci ed eta = otto. Hai Gesù. Poiché la croce è raffigurata nel tau che doveva comportare la grazia, aggiunge anche trecento. Indica Gesù nelle due prime lettere e la croce nell'altra" (τίς οὖν ἡ δοθεῖσα αὐτῷ γνῶσις; μάθετε, ὅτι τοὺς δεκαοκτὼ πρώτους, καὶ διάστημα ποιήσας λέγει τριακοσίους. τὸ δεκαοκτὼ ι’ δέκα, η’ ὀκτώ· ἔχεις Ἰησοῦν. ὅτι δὲ ὁ σταυρὸς ἐν τῷ ταῦ ἤμελλεν ἔχειν τὴν χάριν, λέγει καὶ τοὺς τριακοσίους. δηλοῖ οὖν τὸν μὲν Ἰησοῦν ἐν τοῖς δυσὶν γράμμασιν, καὶ ἐν τῷ ἑνὶ τὸν σταυρόν). Clemente Alessandrino (c. 150 - c. 215) indica la stessa interpretazione allegorica del numero 318: "Dicono che il numerale 300, a motivo della sua forma, è un tipo del segno del Signore e l'iota e l'eta sono indicazioni del nome del Salvatore" (φασὶν οὖν εἶναι τοῦ μὲν κυριακοῦ σημείου τύπον κατὰ τὸ σχῆμα τὸ τριακοσιοστὸν στοιχεῖον, τὸ δὲ ἰῶτα καὶ τὸ ἦτα τοὔνομα σημαίνειν τὸ σωτήριον. E per lo stesso motivo della forma della lettera τ, indica che l'arca di Noè (lunga di 300 cubiti) era vista come prefigurazione della croce di Gesù: "Alcuni ci sono che dicono che 300 cubiti sono simbolo del segno del Signore" (εἰσὶ δ' οἳ τοὺς τριακοσίους πήχεις σύμβολον τοῦ κυριακοῦ σημείου λέγουσι).
Tertulliano (c. 160-c. 220) osserva che il tau greco e la lettera latina T hanno la stessa forma della croce: "Ipsa est enim littera Graecorum Tau, nostra autem T, species Crucis"

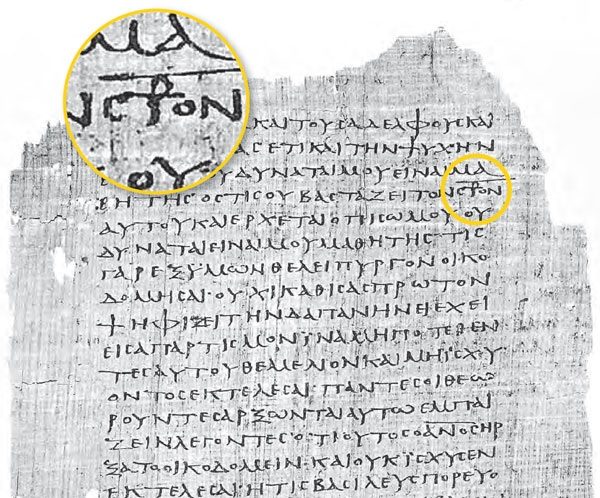
Staurogramma in un papiro

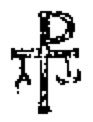
Staurogramma nelle Catacombe

A partire dal 200 d.C., alcuni antichi manoscritti ancora esistenti del Nuovo Testamento (in particolare il Papiro 66 e il Papiro 75 del 200 e il Papiro 45 del 250) presentano il termine σταυρός, con cui si indica lo strumento dell'esecuzione di Gesù, in una forma (quella dello staurogramma) dove le lettere greche Τ (tau) e Ρ (rho) sono unite proprio per formare una croce. Larry Hurtado osservò che è probabile che i cristiani vedevano nello staurogramma una rappresentazione visiva della crocifissione di Gesù: della croce per mezzo del tau e della testa del crocifisso per mezzo della parte rotonda del rho.
La combinazione delle lettere tau e rho veniva usata in testi non cristiani come abbreviazione delle parole greche τρ(οπος), τρ(ιακας), τρ(οκονδας), e in alcune monete di Erode il Grande, per le quali sono state proposte nove interpretazioni diverse del significato, fra le quali indicazione di coniazione nel terzo anno del suo regno.

## Relazione con sant'Antonio abate

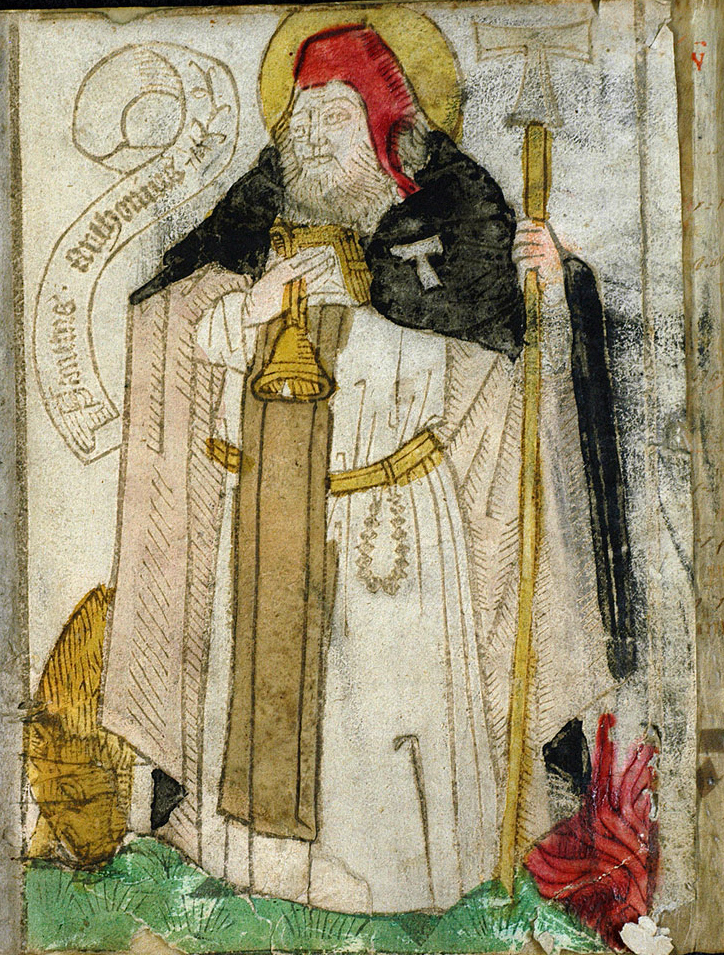
Sant'Antonio abate con il mantello dei canonici regolari di Sant'Antonio di Vienne (xilografia degli anni 1460)

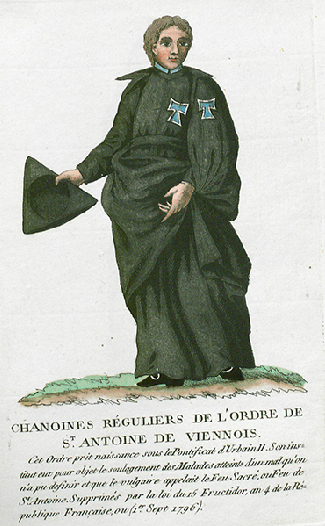
Canonico regolare di Sant'Antonio di Vienne nel suo abito religioso

I canonici regolari di Sant'Antonio di Vienne, detti Antoniani, erano un ordine religioso cattolico fondato, inizialmente come confraternita laica, intorno al 1095 da un nobile del Delfinato in segno di gratitudine per la cura miracolosa di suo figlio guarito di ergotismo grazie alle reliquie di sant'Antonio abate conservate nella chiesa dell'ordine di San Benedetto nella località oggi chiamata Saint-Antoine-l'Abbaye vicino a Vienne.
Il nuovo ordine costruì nella vicinanza della chiesa un ospedale dove curava in particolare i colpiti di ergotismo, malattia allora molto comune, soprattutto tra i poveri, per il consumo di segale contaminata con Claviceps purpurea. L'ordine antoniano si sviluppò rapidamente, fino ad avere nel XV secolo, circa 370 ospedali e più di 10.000 religiosi.
I religiosi dell'ordine indossavano un abito nero con la lettera greca tau di colore azzurro nel petto, e così la croce tau prese il nome di croce di sant'Antonio, così come l'ergotismo, l'herpes zoster e simili malattie erano chiamati fuoco di sant'Antonio.
A seguito della scoperta delle cause dell'ergotismo e della conseguente sparizione delle epidemie della malattia, l'ordine conobbe un rapido declino. Poi nella massima parte fu fuso con il Sovrano Militare Ordine ospedaliero di San Giovanni di Gerusalemme di Rodi e di Malta e nel 1803 fu chiusa l'ultima casa in Europa dell'Ordine di sant'Antonio.
Sussiste però l'Ordine antoniano maronita, fondato nel 1700, con casa generalizia a Beirut. I membri anche di questo ordine portano una croce tau in azzurro nell'abito religioso nero.

## Uso francescano

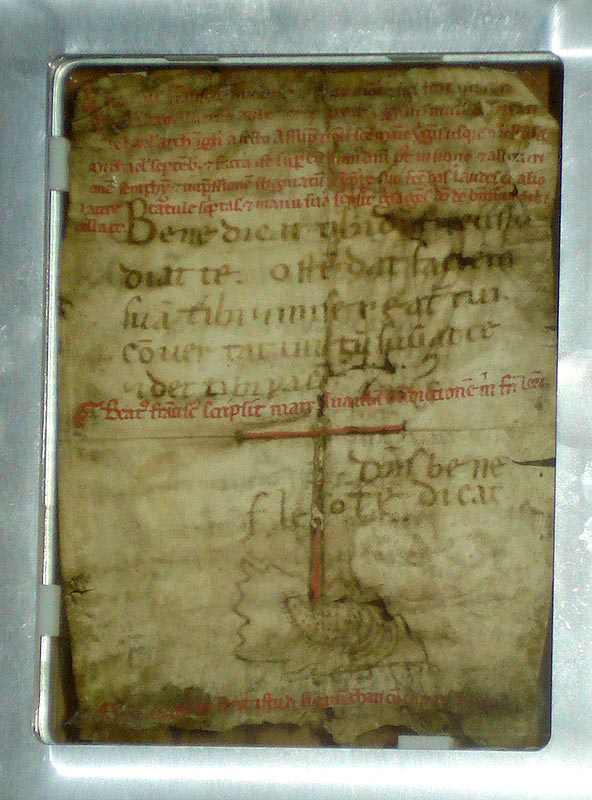
Lettera autografa di san Francesco d'Assísi

Nell'inaugurare il Concilio Lateranense IV nel 1215, il papa Innocenzo III, per promuovere una grande riforma generale della Chiesa, evocò la visione di Ezechiele 9 in cui si segna con un tau la fronte dei giusti destinati ad essere salvati dallo sterminio generale. San Francesco d'Assisi, che forse era presente, fece del tau evocato dal papa il suo sigillo personale.
Fra Tommaso da Celano racconta di Francesco: "Familiare gli era la lettera Tau, fra le altre lettere, con la quale firmava i biglietti [...] con tale sigillo san Francesco firmava le sue lettere, ogniqualvolta o per necessità o per spirito di carità, inviava qualche suo scritto". E san Bonaventura da Bagnoregio scrive: "Venerava questo segno e gli era molto affezionato, lo raccomandava spesso nel parlare; con esso dava inizio alle sue azioni e lo scriveva di propria mano sotto quei bigliettini che inviava per motivo di carità".
La famosa Benedizione a Frate Leone, conservata nella cappella delle reliquie della Basilica di San Francesco ad Assisi, è uno di tali biglietti da Francesco firmati con il Tau.

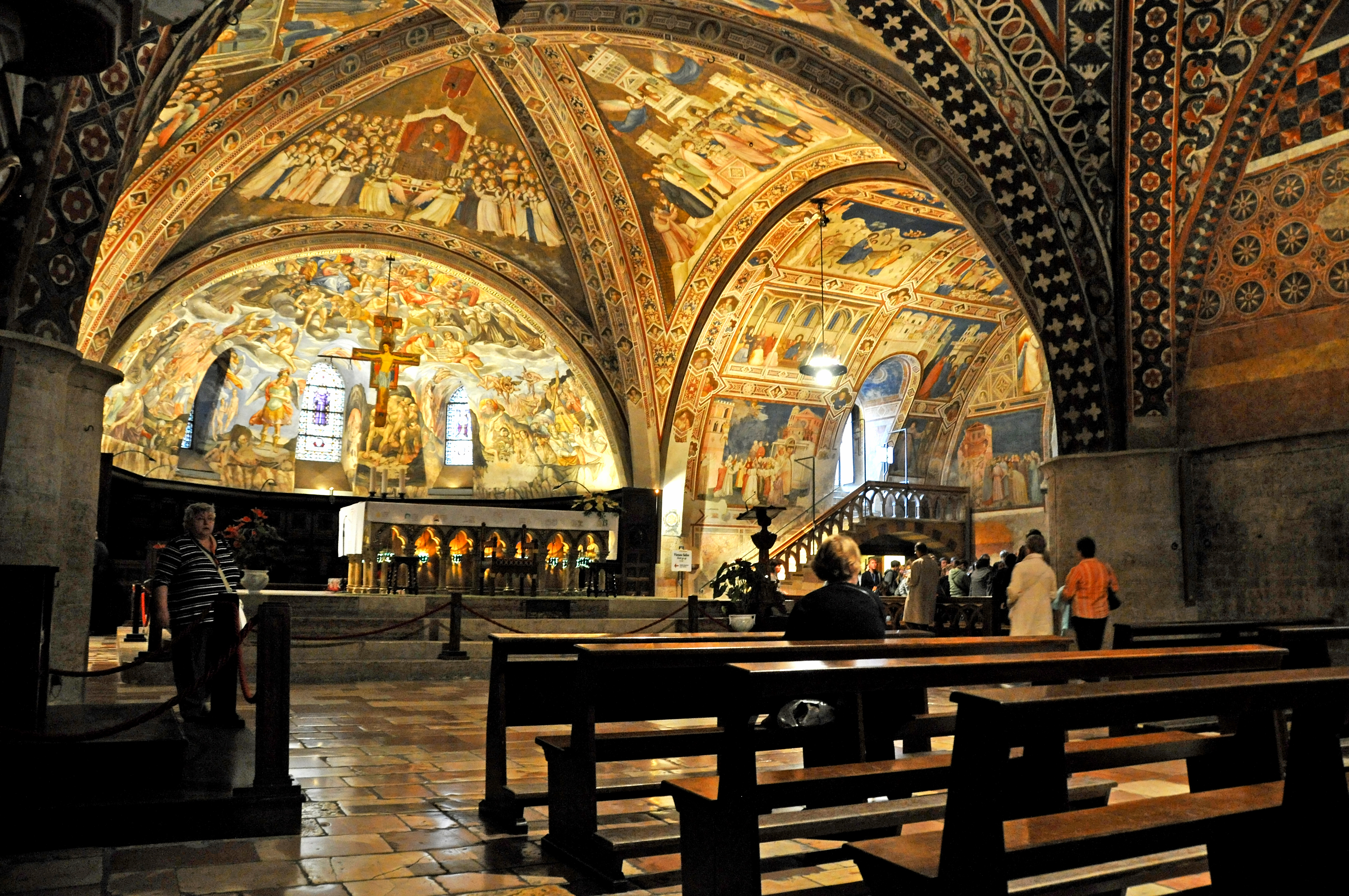
Interno della basilica inferiore di San Francesco d'Assisi

## Architettura
Nell'architettura religiosa, dal tardo evo antico al Rinascimento, la costruzione di chiese e basiliche seguiva le prescrizioni progettuali per cui la pianta aveva preferibilmente la forma di una croce. La croce commissa è quella che non ha il braccio minore in alto, laddove quindi il transetto è posizionato sopra la navata.
Sono a croce commissa: la basilica inferiore di San Francesco d'Assisi, la basilica di Santa Maria Novella a Firenze, quella di Santa Croce sempre a Firenze, quella di San Nicola a Bari e il primitivo impianto della Real Insigne Collegiata S. Maria della Colonna e S. Nicola a Rutigliano.

## Uso patibolare e simbologia
La croce commissa fu largamente usata, come indicato sopra, nell'antichità come struttura patibolare. Per la sua somiglianza al magico martello di Thor, alcuni la mettono in relazione con la mitologia norrena, connessione negata da altri.
Il palo verticale presentava alla sua estremità superiore una trave orizzontale che serviva ad appendere i cadaveri. In connessione con la pena di patibulum riservata agli schiavi si può dedurre che la crux rappresenta la condizione stessa di schiavitù.